# بیلی اسکات
بیلی اسکات (به انگلیسی: Billy Scott) بازیکن فوتبال زادهٔ ۶ دسامبر ۱۹۰۷ اهل انگلستان بود که سابقهٔ بازی در تیم ملی فوتبال انگلستان را در کارنامهٔ خود دارد. وی در تاریخ ۱۷ اکتبر ۱۹۳۶ تنها بازی ملی خود را در مقابل تیم ملی فوتبال ولز انجام داد.